# Couronne slovaque
La couronne slovaque (slovenská koruna, SKK selon la norme ISO 4217) est l'ancienne monnaie nationale de la Slovaquie de 1939 à 1945 puis, de 1993 jusqu'au 16 janvier 2009, remplacée par l'euro. La couronne slovaque est divisée en 100 halers (en slovaque : halier au singulier et halierov au pluriel).

## Histoire

### La première couronne slovaque (1939-1945)
Lors des accords de Munich en 1938, plusieurs régions de la Première République tchécoslovaque furent cédées à l'Allemagne, à la Pologne et à la Hongrie et adoptaient les monnaies de ces pays respectifs, tandis que le 19 novembre 1938, la Tchécoslovaquie démembrée proclamait la Deuxième République.
Quelques mois plus tard, le 14 mars 1939, la diète autonome proclamait la (Première) République slovaque, et le lendemain, le 15 mars 1939, l'armée allemande occupait la Tchéquie et instituait le Protectorat de Bohême-Moravie. De 1939 à 1945, la couronne tchécoslovaque est remplacée par deux nouvelles unités monétaires : la couronne de Bohême et de Moravie (koruna) et la couronne slovaque (koruna slovenská).
En mai 1945, la restauration de la république dans ses frontières initiales de 1919, annonce le rétablissement de la couronne tchécoslovaque, remplaçant à parité les 2 monnaies précédentes. Le 29 juin 1945, la Ruthénie subcarpathique passait cependant à l'URSS et adoptait le rouble soviétique comme monnaie.

### La seconde couronne slovaque (1993-2008)
À la suite de la révolution de velours (17 novembre 1989), un gouvernement de compréhension national est mis en place en Tchécoslovaquie.  
En 1993, en concordance avec le processus de dissolution de la Tchécoslovaquie, la couronne tchécoslovaque fut scindée en deux monnaies indépendantes : la couronne slovaque et la couronne tchèque.
Créée initialement avec une parité par rapport à la couronne tchèque, la couronne slovaque a connu une dévaluation (1 CZK = 1,18 SKK en 2007) .
La République de Slovaquie remplit les critères d'admission au mécanisme de taux de change européen (MCE II) depuis le 28 novembre 2005.

### Vers le passage à l'euro
À la suite de la décision du 25 novembre 2005 concernant les taux pivot par rapport à l’euro de la couronne slovaque dans le MCE II, les cours d’intervention obligatoire en vigueur à compter du 28 novembre 2005 ont été fixés pour cette devise.
Les cours d’intervention obligatoire ont été arrêtés d’un commun accord entre la Banque centrale européenne et la Národná banka Slovenska (Banque nationale de Slovaquie), conformément à l’article 1.2 de l’accord du 1er septembre 1998 fixant entre la Banque centrale européenne et les banques centrales nationales des États membres n’appartenant pas à la zone euro les modalités de fonctionnement d’un Mécanisme de taux de change européen pendant la troisième phase de l’Union économique et monétaire (JO C 345 du 13.11.1998), modifié en dernier lieu par l’accord du 16 septembre 2004 (JO C 281 du 18.11.2004).
Les taux pivots vis-à-vis de l’euro ainsi que les cours d’intervention obligatoire pour la couronne danoise, la couronne estonienne, le lats letton, le litas lituanien demeurent inchangés.
Slovaquie / Couronne slovaque (SKK) (depuis le 28 novembre 2005)
- taux le plus haut : 1 EUR < 44,2233
- taux pivot : 1 EUR = 38,4550 (+ ou - 15 %)
- taux actuel : 1 EUR = 30,1260 SKK (depuis juillet 2008) cours définitif jusqu'au passage à l'euro au 1er janvier 2009

Dès juillet 2008, il a été possible de faire ses achats en euro dans certains magasins.

Évolution du taux de change de la couronne slovaque entre 1999 et 2009.

## Émissions monétaires

### Les pièces de monnaie slovaques

#### Pièces émises entre 1939 et 1945
En 1939, sont frappées des pièces de 10 halierov en laiton, de 5 korun en nickel et de 20 korun en argent 500 millièmes,  cette dernière au portrait du président Jozef Tiso (qui sera exécuté en avril 1947). En 1940, sont émises des pièces de 20 halierov en bronze, de 50 halierov et 1 koruna en cupronickel. En 1942 et 1943, sortent des pièces de 5, 20 et 50 halierov en aluminium. Des pièces commémoratives en argent sont frappées entre 1941 et 1944, pour des valeurs de 10, 20 et 50 korun. 

### Les billets de banque slovaques

#### Séries 1939-1945
Les billets suivants sont émis par la Slovenska Národná Banka (SNB, Bratislava), dissoute en 1945 :
- 5 korun (1945)
- 10 korun (1939 et 1943)
- 20 korun (1939 et 1942)
- 50 korun (1940)
- 100 korun (1940)
- 500 korun (1939 et 1941)
- 1 000 korun (1940 et 1944)

#### Série 1993-1996
- Le billet de 50 Sk a été mis en circulation le 29 août 1993
- La série comprend les billets suivants : 5000 Sk, 1000 Sk, 500 Sk, 200 Sk, 100 Sk, 50 Sk et 20 Sk.

#### Série 1999-2000
- En décembre 1999, la banque nationale de Slovaquie met en circulation une seconde série de billets, avec les mêmes motifs, en appliquant diverses mesures de sécurité par rapport à la série précédente.
- Les billets slovaques ont été imprimés dans différentes imprimeries : BA Banknote (Canada), De La Rue (Grande-Bretagne), Giesecke & Devrient (Allemagne) Oesterreichische Banknoten und Sicherheitsdruck GmbH (Autriche), François-Charles Oberthur Fiduciaire (France) et Polska Wytwórnia Papierow Wartosciowych (Pologne).

Les billets suivants étaient en circulation jusqu'en 2009 :

#### Le billet de 20 Sk
- dimensions : 65 × 128 mm
- conception : Josef Bubak – Graveur : Ron Bekers – Fabricant : billet de banque BA

Au premier-plan, le portrait du prince PRIBINA( ? – 861), à partir de 828, il est le premier chef politique slovaque connu dont le siège était à Nitra jusqu'en 833, date de son exil politique.
Au recto, illustration du château de Nitra, témoin du riche passé historique de la ville. Centre d'un royaume de première importance : « la principauté de Nitra », jusqu'au XIe siècle, fut le berceau du royaume de la Grande Moravie. L’image du château médiéval est imprimée sur une partie de collier de corail datant du IXe siècle avec un fermoir en bronze en forme de croissant, trouvé par des archéologues, lors de fouilles.

#### Le billet de 50 Sk
- dimensions : 68 × 134 mm
- conception : Josef Bubak – Graveur : Vaclav Fajt – Fabricant : billet de banque BA

Au premier-plan, portraits des deux missionnaires byzantins Cyrille (827-869) et Méthode (825-885), fondateurs de l’alphabet cyrillique. Ils évangélisèrent les provinces tchèques et slovaques à l’aube du IXe siècle en 862 et 863 apr. J.-C.
Sur le verso du billet de banque : illustration de deux mains, ainsi que les sept premières lettres de l'alphabet glagolitique, comme symbole du cadeau que les deux saints ont apporté aux anciens Slaves. La silhouette symétriquement inversée de l'église Saint-Michel-Archange de Dražovce (située à Nitra) symbolise l'aube du christianisme en Slovaquie.

#### Le billet de 100 Sk
- dimensions : 71 × 140 mm
- conception : Josef Bubak – Graveur : Vaclav Fajt – Fabricant : Thomas De La Rue

L'avers du billet de banque montre la Madone de l'autel de la naissance dans l'église de la rue Jacob à Levoča. Cette sculpture ornementale gothique a été le travail d’un artiste médiéval exceptionnel - sculpture et gravure sur bois - principale activité de Levoča. Le dessin du revers montre la ville de Levoča où les deux monuments dominants de la ville sont : - l'église de la rue Jacob et l'hôtel de ville. En surimpression, une tête en pierre gothique dans la sacristie de la vieille église de l'ordre des minorites de Levoča.

#### Le billet de 200 Sk
| |  |
| - Le portrait de Anton Bernolák, linguiste et prêtre, est représenté sur le recto. Il a joué un rôle important en tant que père de la langue écrite slovaque. - Sur le verso figure une vue de la ville de Trnava au XVIIIe siècle. - Dimensions : 74 × 146 mm - Dessin : Jozef Bubák - Graveur : Vaclav Fajt |  |

#### Le billet de 500 Sk
| |  |
| - Le portrait de Ľudovít Štúr, une des plus grandes personnalités slovaques du XIXe siècle, est représenté sur le recto. - Sur le verso figure le château de Bratislava avec l'église St Michel et une partie de la tour gothique de l'église Klarisky. - Dimensions : 77 × 152 mm - Dessin : Jozef Bubák - Graveur : Vaclav Fajt |  |

#### Le billet de 1000 Sk
- dimensions : 80 × 158 mm
- conception : Josef Bubak – Graveur : Jim Moore – Fabricant : Thomas De La Rue

L'avers du billet de banque montre le portrait d'Andrej Hlinka (1864 – 1938), une personnalité exceptionnelle de l'histoire slovaque moderne, militant acharné pour la reconnaissance de l’identité slovaque, leader du HSL’S (Hlinkova Slovenska Ludova’Strana = parti populaire slovaque), partisan de l’indépendance slovaque, il entra en conflit contre les autorités de Prague et ce jusqu'à sa mort. Jozef Tiso (1887 – 1947) lui succéda en 1938 : durant la Seconde Guerre mondiale, il fonda l’état corporatiste, chrétien et fascisant de Slovaquie (du 14 mars 1939 au 4 janvier 1945). Le dos du billet de banque illustre des éléments liés à ses activités en tant qu'ecclésiastique. Le motif principal au revers du billet est : la Madone, le saint patron représenté dans la fresque médiéval trouvé à l'intérieur de l'église catholique de Sliace près de Ruzomberok. La partie gauche du billet représente l'église catholique, rue Andrew à Ruzomberok. La partie gauche du manteau de la Madone contient l'image du mausolée d'Andrej Hlinka.

#### Le billet de 5000 Sk
- dimensions : 82 × 164 mm
- conception : Josef Bubak – Graveur : Vaclav Fajt – Fabricant : Giesecke und Devrient

Sur l'avers du billet : portrait de Milan Rastislav Stefanik (21 juillet 1880 - 4 mai 1919), diplomate, politicien, soldat et  astronome de renom. En 1912, il obtint la nationalité française et devient pilote en 1915. À la fin du conflit, il sera promu au grade de général dans l’armée française. Nommé vice-président du comité tchèque à l’étranger par Masaryk, il sera le véritable trait d’union entre les Tchèques et les Slovaques, mais se tue dans un accident d'avion.
Sur le côté gauche de son portrait sont représentés : le Soleil et la Lune, nous rappelant que le personnage était passionné d’astronomie.
Le revers du billet de banque montre la tombe de Stefanik sur la colline de Bradlo. À l’arrière-plan est représentée la constellation de la Grande Ourse ainsi qu’une fleur de Pâques.